# No Drama (Becky G e Ozuna)
No Drama è un singolo della cantante statunitense Becky G pubblicato il 30 ottobre 2020.

## Descrizione
Il brano vede la collaborazione di Ozuna.

## Tracce
Testi e musiche di Becky G, Evan Bogart, Edgar Semper, Elof Loelv, Ozuna, Brasa, Kedin Maysonet, Luian Malave Nieves, Rafael Salcedo, Xavier Semper.
1. No Drama – 3:46